# Boys Noize
Boys Noize, właściwie Alexander Ridha (ur. 1982 w Hamburgu) – niemiecki DJ i producent muzyki elektronicznej. Jest również właścicielem wytwórni Boys Noize Records, którą założył w 2005. Na co dzień mieszka w Berlinie.

## Życiorys
Jako dziecko ćwiczył na grę na fortepianie i perkusji. W wieku 21 lat przeniósł się do Berlina. Pod nazwą Boys Noize wydał nagrania we francuskiej wytwórni Kitsuné Music, Tiga’s Turbo Recordings label, oraz DJ Hell’s International Deejay Gigolos.
Remiksował także utwory wykonawców takich jak Tiga, Para One, Feist, Kreeps, Pet Shop Boys i Depeche Mode, oraz "Bankiet" Bloc Party i "Everyday I Love You Less and Les" Kaiser Chiefs.
Jego utwory oraz remiksy są grane przez takich wykonawców jak: Erol Alkan, SebastiAn, Meaty Pan, Soulwax, Tiga i Justice.
Ridha wydał dwie EP-ki: 909d1sco oraz Kid Alex. Swój debiutancki album "Oi Oi Oi" wydał we wrześniu 2007. Pierwszy singiel z albumu zatytułowany jest "Don't Believe The Hype", i posiada dwa remiksy, które stworzył Surkin. Utwór zatytułowany "& Down" pojawił się w grze wideo "Grand Theft Auto IV" na Electro-choc i PLR stacji radiowej, był też używany jako próbki do piosenki Estelle "American Boy". 2 lata po jego debiutanckim albumie, drugi album studyjny zatytułowany "Power", został wydany 29 września 2009 (6 października w USA i Kanadzie).
Ridha współpracuje m.in. z Erolem Alkanem. Stworzyli 2 maxi-single w wytwórni Erola "Phantasy Sound", "Death Suite"/"Waves" został wydany 4 września 2009 i "Lemonade"/"Avalanche", wydany 17 marca 2010.

## Dyskografia

### Albumy
- 2007: Oi Oi Oi (Boys Noize Records)
- 2008: BNR vol. 1 (Boys Noize Records)
- 2008: I Love Techno 2008 (mixed by Boys Noize) (Boys Noize Records)
- 2008: Oi Oi Oi Remixed (Boys Noize Records)
- 2008: Suck My Deck mixed by Boys Noize (Boys Noize Records)
- 2009: Electro Techno Thunder! (mixed by Boys Noize) (MIXMAG 06/09 Beilage)
- 2009: Power (Boys Noize Records)
- 2011: Super Acid (Boys Noize Records)
- 2011: The Remixes 2004–2011 (Boys Noize Records)
- 2012: Out Of The Black (Boys Noize Records)

### Single
- 2004: The Bomb / Boy Neu (International Deejay Gigolo Records)
- 2005: Are You In? (Datapunk)
- 2005: Erole Attakk (Turbo Records)
- 2005: Optic / He-Man (Boysnoize Records)
- 2005: Volta 82 (Boysnoize Records)
- 2006: Feel Good (TV=Off) (Kitsuné Music)
- 2006: Kill The Kid / War (Boysnoize Records)
- 2007: & Down (Boysnoize Records)
- 2007: Don't Believe The Hype (Boysnoize Records)
- 2007: Lava Lava / My Head(Para One Remix) (Boysnoize Records)
- 2008: Oi Oi OiRemixed EP (Boysnoize Records)
- 2009: Death Suite / Waves mit Erol Alkan (Boys Noize Records)
- 2009: Starter / Jeffer (Boys Noize Records)
- 2010: Transmission (Boys Boize Records)
- 2010: Lemonade / Avalanche  mit Erol Alkan (Phantasy)
- 2010: Kontact Me  (Boys Noize Records)
- 2010: 1010 / Yeah (Boys Noize Records)
- 2010: The Ultimate mit Feadz (Ed Banger Records)
- 2011: Shizzo mit Housemeister (Boys Noize Records)
- 2011: Adonis (Cocoon Recordings)
- 2012: #1 jako Handbraekes (Boys Noize Records)
- 2012: Roland Rat z Erolem Alkanem (Boys Noize Records)
- 2012: Midlle Finger jako Dog Blood (Boys Noize Records/OWSLA)

### Remiksy
- 2005: Auf der Lauer aua aua – Göpfrich & Gerlach
- 2005: My Conversation – Kid Alex
- 2005: Shadowbreaker – John Starlight
- 2006: All I Wanna Do Is Break Some Hearts – Kreeps
- 2006: Banquet – Bloc Party
- 2006: Bom Bom Bom – Living Things
- 2006: Cocotte – Teenage Bad Girl
- 2006: Daily Disco – Lützenkirchen
- 2006: Dudun-Dun – Para One
- 2006: Fine Dining With The Future – Foreign Islands
- 2006: Frau – I-Robots
- 2006: Le Disko – Shiny Toy Guns
- 2006: Move My Body – Tiga
- 2006: My Moon My Man – Feist
- 2006: Personal Jesus – Depeche Mode
- 2006: The Acid Never Lies – Riot In Belgium
- 2007: Phantom Pt. 2 – Justice
- 2007: Putting Holes In Happiness – Marilyn Manson
- 2008: Sensual Seduction – Snoop Dogg
- 2008: Working Together – Gonzales
- 2009: Focker – Late of the Pier
- 2009: Happy Up Here – Röyksopp
- 2009: Let the Beat Rock – The Black Eyed Peas
- 2009: Mirror Error – The Faint
- 2009: Say Whoa – A-Trak
- 2009: The Geeks Were Right – The Faint (Boys Noize vs. D.I.M.)
- 2009: Wrong – Depeche Mode (Boys Noize vs. D.I.M.)
- 2010: You Don’t Know Love – Editors
- 2010: Hot-n-Fun – N.E.R.D
- 2010: Swoon – The Chemical Brothers
- 2010: Invisible Light – Scissor Sisters
- 2011: Good Day Today – David Lynch
- 2011: End of Line – Daft Punk
- 2011: Monkey Flip – Modeselektor
- 2011: Music is Awesome – Housemeister
- 2012: Spank Rock – Nasty
- 2012: Strip Steve – Astral Projection
- 2012: Mein Herz Brennt – Rammstein